# برت باورستاک
برت باورستاک (انگلیسی: Bert Baverstock؛ ژانویه ۱۸۸۳ – ۱۵ دسامبر ۱۹۵۱) بازیکن فوتبال اهل بریتانیا بود.
از باشگاه‌هایی که در آن بازی کرده‌است می‌توان به باشگاه فوتبال بولتون واندررز و باشگاه فوتبال بلکپول اشاره کرد.